# Leuropharus
Leuropharus is een monotypisch geslacht van straalvinnige vissen uit de familie van slangalen (Ophichthidae).

## Soort
- Leuropharus lasiops Rosenblatt & McCosker, 1970